# DKW F1
La DKW F1 est une automobile produite en 1931 par Dampf-Kraft-Wagen.

## Histoire
Le projet « F1 » commence en 1930 sous l'impulsion de l'ingénieur Jörgen Skafte Rasmussen, après avoir pris le contrôle d'Auto-Union en 1928. Le nouveau modèle est finalisé à la fin de l'année 1930 et est présenté au salon de Berlin en février 1931. Le modèle, fabriqué dans les usines de Zwickau, est le premier à bénéficier de la traction avant de série. Au total, plus de 4 000 unités de la F1 seront produites entre 1931 et 1932.

## Caractéristiques techniques
Le moteur avant transversal est constitué de deux cylindres en ligne d'une cylindrée de 584 cm3. Il développait une puissance de 15 chevaux, permettant d'atteindre 70 km/h pour une consommation de 7 litres aux 100 km.

## Galerie

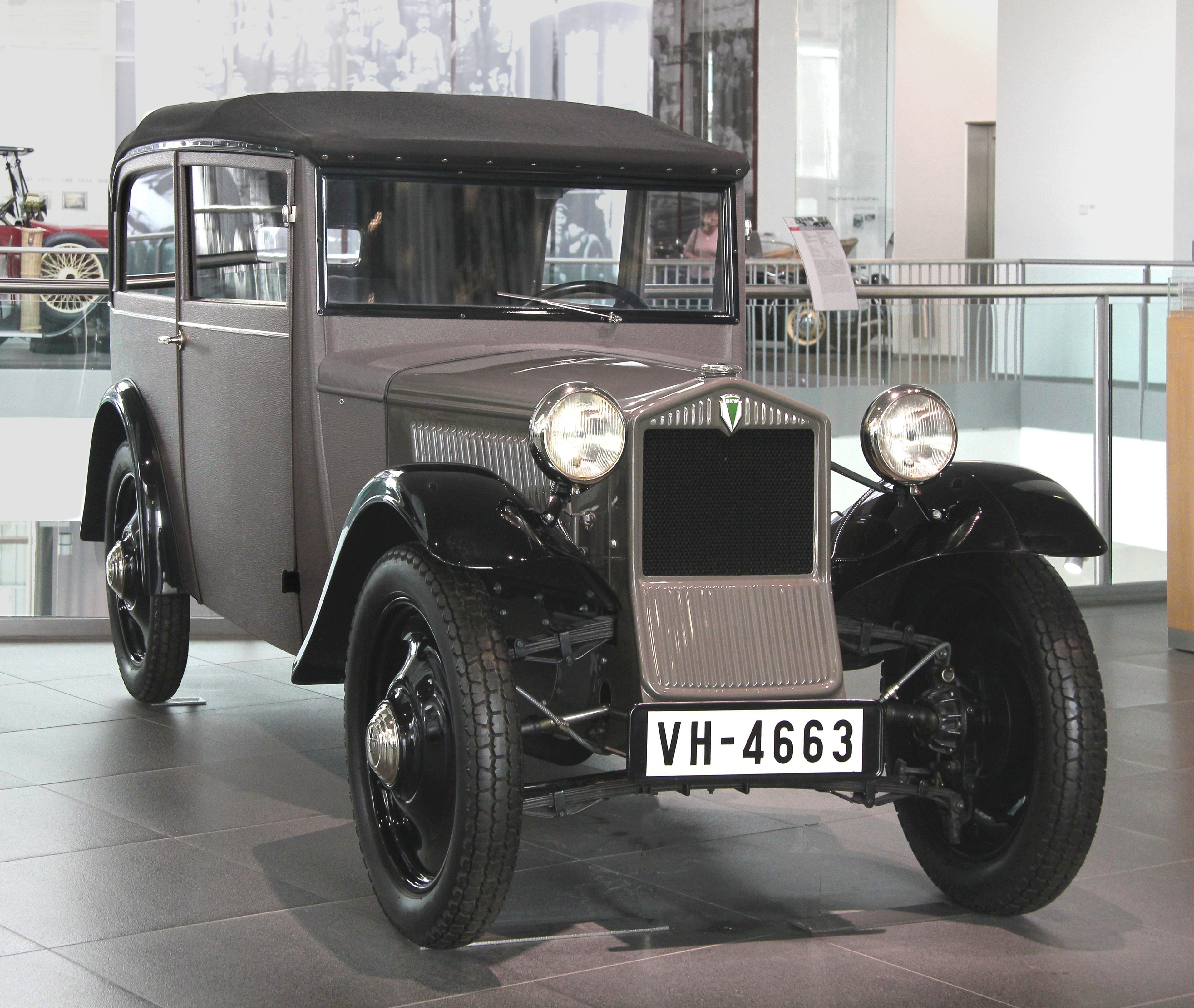
FWK F1 limousine au musée d'Ingolstadt.
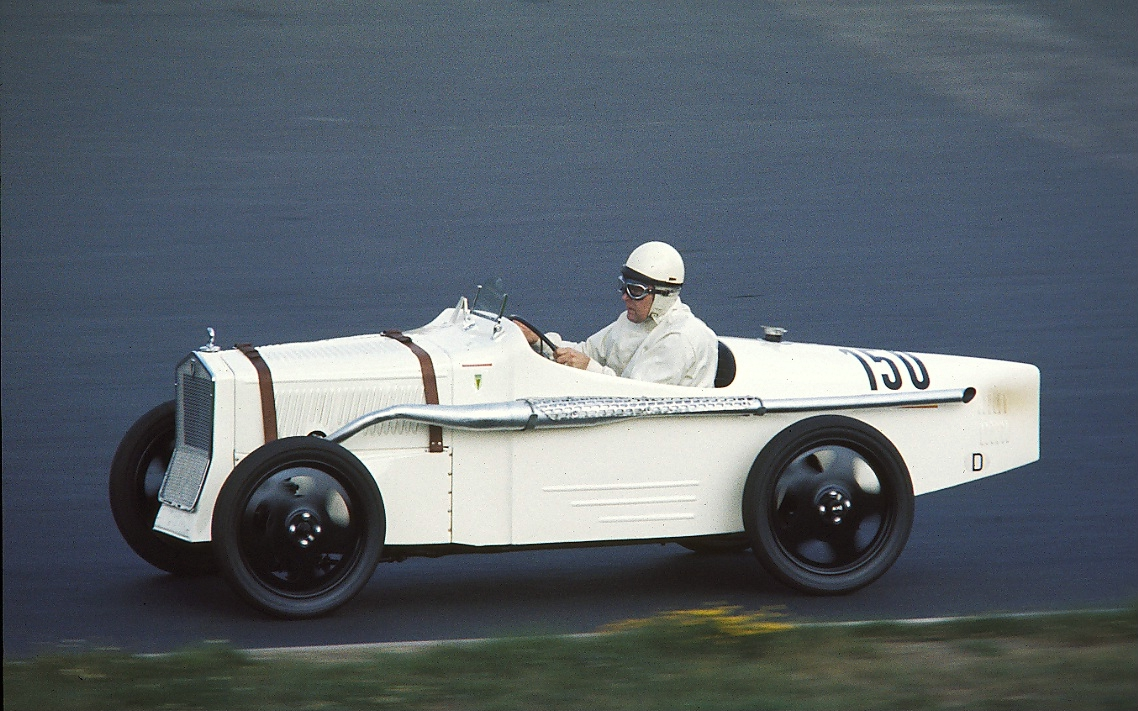
FWK F1 Monoplace de 1932.